# Eustácio Argiro (general)
Eustácio Argiro (em grego: Εὐστάθιος Ἀργυρός; m. ca. 910) foi um aristocrata bizantino e um dos mais proeminentes generais sob o imperador Leão VI, o Sábio (r. 886–912). O primeiro membro conhecido da família Argiro a ascender a altos postos, lutou com distinção contra os árabes no Oriente, antes de ser desgraçado ca. 907, possivelmente com a fuga de Andrônico Ducas para os árabes.
Reabilitado logo depois, foi nomeado como estratego de Carsiano, época que supervisionou o assentamento de senhores armênios como chefes de marcas ao longo da fronteira imperial oriental. Promovido ao comando da guarda imperial no final de 908, novamente caiu em desgraça logo depois e morreu de envenenamento (aparentemente um suicídio) em sua viagem para suas propriedades.

## Biografia

Império Bizantino em 950. O Tema de Carsiano está a leste

Zona fronteiriça árabe-bizantina

Eustácio Argiro era o filho do turmarca Leão Argiro, o fundador da nobre família Argiro. Nada se sabe sobre sua vida antes da virada para o século X, embora pode ter estado em serviço imperial tão cedo quanto 866, quando um homem de mesmo nome é relatado como protoestrator do césar Bardas em associação ao assassinato do último em 21 de abril. Os historiadores bizantinos louvam Eustácio Argiro como um homem inteligente, valente, prudente e justo e relatam-no, ao lado de Andrônico Ducas, como o melhor dos generais de Leão VI, o Sábio (r. 886–912). Os historiadores Jean-Claude Cheynet e Jean-François Vannier, experientes prosopografistas bizantinos, consideram-no "o verdadeiro fundador da glória da família".
Sua vida é apenas conhecida após 904. Naquele tempo, evidentemente após a sucessão de comandos militares desconhecidos, Eustácio alcançou, segundo Teófanes Continuado, o posto de patrício e hipoestratego do Tema da Anatólia. A significância do termo "hipoestratego" tem sido debatida; normalmente designaria o segundo-em-comando do estratego ou governador militar de um tema, mas Vannier sugere que, sendo ele patrício, Argiro era, de fato, o estratego. Teófanes Continuado exalta Argiro e menciona que conseguiu várias vitórias contra os árabes no Oriente, muito provavelmente uma referência à grande vitória bizantina sobre os árabes de Tarso e Mopsuéstia em Germaniceia em dezembro de 904, sob o comando geral de Andrônico Ducas. Ele então caiu em desgraça e foi exilado. Embora nenhum detalhe ou razão seja oferecida para seu exílio, isso tem sido interpretado pelos estudiosos modernos como estando conectado à rebelião falha e à fuga de Andrônico Ducas para os árabes em 906–907. Eustácio foi reabilitado logo depois; se, de fato, sua desgraça esteve relacionada com a fuga de Andrônico, isso aconteceu provavelmente em 907/908, quando o filho de Andrônico, Constantino Ducas, escapou de seu exílio e retornou para Constantinopla, onde foi perdoado por Leão VI.
Eustácio foi então nomeado como estratego do fronteiriço Tema de Carsiano, uma posição notadamente inferior ao posto anterior de estratego dos anatólios; a família Argiro, contudo, tinha fortes conexões em Carsiano, donde originou-se. Lá, recebeu o retorno ao serviço imperial de alguns senhores armênios, Melias, os três irmãos Baasácio, Crigorício e Pazunes, e Ismael, que foram estabelecidos como administradores de marcas junto da fronteira oriental do império. Deles, Melias em particular iria se tornar o fundador do Tema de Licando e um dos principais líderes bizantinos nas guerras contra os árabes nos próximos 30 anos.

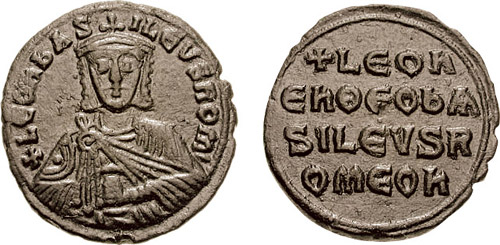
Fólis de r.

No final de 908, Eustácio Argiro foi promovido para o posto de magistro — a dignidade cortesã mais alta aberta a aqueles que não eram membros da família imperial — e o posto de drungário da guarda, ou seja, comandante da guarda imperial, e substituído como estratego de Carsiano por Constantino Ducas. Cerca de um ano depois, caiu novamente sob suspeitas de Leão, e foi ordenado a retornar para as propriedades de sua família em Carsiano. Novamente a razão é desconhecida; talvez, segundo Cheynet e Vannier, foi resultado da falta de confiança depositada nos senhores armênios que recepcionou, que frequentemente passaram aos árabes. No caminho, morreu após receber veneno de um de seus servos e foi enterrado em Espinim, no cume do Monte Aran. Enquanto o historiador R. J. H. Jenkins sugere que isto foi feito através de um agente do poderoso eunuco Samonas, é mais provável que foi suicídio. Seus dois filhos, Potos Argiro e Leão Argiro, que serviram no palácio como manglavitas (guardas pessoais do imperador), organizaram-se para transferir o corpo do pai deles para ser enterrado no mosteiro ancestral de Santa Isabel no distrito de Carsiano, fundado pelo pai de Eustácio.

## Família e identidade
Ambos os filhos de Eustácio iriam ocupar comandos militares seniores, incluindo o posto de doméstico das escolas (comandante-em-chefe). Outro filho, Romano, é conhecido apenas através de sua participação na batalha de Anquíalo (917). Leão Argiro casou-se com uma filha do imperador Romano I Lecapeno (r. 920–944), e foi provavelmente o avô ou bisavô do imperador Romano III Argiro (r. 1028–1034).
Alguns estudiosos modernos como R. J. H. Jenkins (The 'Flight' of Samonas), R. H. Dolley (The Lord High Admiral Eustathios Argyros and the betrayal of Taormina to the African Arabs in 902) e Ekkehard Eickhoff (Seekrieg und Seepolitik zwischen Islam und Abendland) associam Eustácio Argiro como o almirante homônimo contemporâneo, ativo nos anos antes de 904, principalmente devido a referência pelo historiador do século XI João Escilitzes que Argiro prosseguiu uma carreira no exército, bem como na marinha. A identificação é rejeitada por J.-F. Vannier (Familles byzantines: les Argyroi (IXe–XIIe siècles)) e R. Guilland (Recherches sur les institutions byzantines). Além disso, ao almirante é dado o sobrenome "Argiro" em alguns trabalhos modernos que distinguem-no do general, enquanto outros rejeitam totalmente o sobrenome. Segundo a Prosopografia do Mundo Bizantino, "uma decisão definitiva já não pode ser feita", e o principal argumento para serem pessoas diferentes está na incompatibilidade de suas carreiras: o almirante Eustácio também experimentou uma carreira tumultuada com acusações de traição, reabilitação e desgraça renovada, e é improvável que seria novamente confiado a tal homem postos seniores.